# 線型無関連
数学において、体 k のある拡大体 {\displaystyle \Omega } （例えば万有体）の中での k 上の代数 A, B は次の同値な条件が成り立つときに k 上線型無関連 (linearly disjoint over k) と言われる：
- (i) {\displaystyle (x,y)\mapsto xy} から誘導される写像 {\displaystyle A\otimes _{k}B\to AB} は単射である。
- (ii) A の任意の k-基底は B 上線型独立なままである。
- (iii) {\displaystyle u_{i},v_{j}} が A, B の k-基底であれば、積 {\displaystyle u_{i}v_{j}} は k 上線型独立である。

{\displaystyle \Omega } のすべての部分代数は整域であるから、(i) ならば {\displaystyle A\otimes _{k}B} は整域（特に被約）であることに注意する。
また次が成り立つ： A, B が k 上線型無関連であることと {\displaystyle A,B} によってそれぞれ生成される {\displaystyle \Omega } の部分体が k 上線型無関連であることは同値である。（cf. 体のテンソル積）
A, B が k 上線型無関連とする。{\displaystyle A'\subset A}, {\displaystyle B'\subset B} が部分代数であれば、{\displaystyle A'} と {\displaystyle B'} は k 上線型無関連である。逆に、代数 A, B の任意の有限生成部分代数が線型無関連であれば、A, B は線型無関連である（なぜならば条件は元の有限集合しか含まないからである）。